# City-Haus
City-Haus es un rascacielos de 42 plantas y 142 metros de altura situado en el distrito Westend-Süd de Fráncfort del Meno, Alemania. Fue construido entre 1971 y 1974 y diseñado por los arquitectos Johannes Krahn y Richard Heil. Actualmente contiene parte de la sede del DZ Bank.

## Historia
City-Haus también se conocía con el nombre Selmi-Hochhaus, porque su dueño era el iraní Ali Selmi. El proyecto fue muy controvertido. En la noche del 23 de agosto de 1973, se declaró un incendio en las plantas más altas del edificio, todavía en construcción, que fue visible desde toda la ciudad y atrajo a muchos curiosos. El incendio no se pudo extinguir hasta pasadas ocho horas, debido a que en esa época el departamento de bomberos de Frácnfort no estaba suficientemente equipado para extinguir un incendio de esta naturaleza. Muchos curiosos vitoreaban el fuego ("Ciudadanos por el Fuego"), incluso los estudiantes cantaban canciones satíricas ( "Hoy, vamos a quemar el Selmi para que sea casas pequeñas"). Posteriormente se llegó a la conclusión de que no fue un incendio provocado, sino que una soldadura defectuosa fue la causa de que se incendiara la carpintería de las plantas 40 y 41. Este incendio fue el punto de partida de la protección antiincendios moderna de Alemania y el comienzo de la carrera del jefe de bomberos Ernst Achilles.
En 1976, el DG Bank (actualmente DZ Bank) compró la torre y trasladó a ella su sede. En 1985, se construyó un edificio de siete plantas llamado City-Haus II en la parcela adyacente y en 1993 el DZ Bank también instaló parte de su sede en la recién construida Westendtower.

## Construcción
El edificio tiene una estructura de hormigón armado. Se compone de un núcleo central con dimensiones exteriores 17,4 m × 14,2 m y dos alas desplazadas simétricamente respecto al núcleo, cada una de ellas de 40 m de longitud y 14,1 m de ancho. Además del núcleo, cuatro columnas en cada ala soportan las cargas verticales. Las plantas tienen una altura de 3,2 m. Los forjados utilizan vigas en T, su grosor varía entre diez y veinte centímetros y su altura total de construcción entre cuarenta y sesenta centímetros. La torre se eleva sobre una losa de cimentación de hasta 4,15 m de profundidad y 2000 m² de superficie.

## Renovación
Desde octubre de 2007 hasta diciembre de 2008, City-Haus fue rediseñada por Christoph Mäckler, que la rehabilitó totalmente y le dotó de una nueva fachada con una apariencia más luminosa. Durante la renovación se minimizaron las molestias a los ocupantes porque la nueva fachada se suspendía durante la semana por fuera de la fachada antigua y en los fines de semana se retiraba la fachada antigua y se colocaba en su lugar la nueva. Esta nueva fachada reduce el consumo de energía del edificio en un 35 por ciento aproximadamente. El coste de esta renovación fue de 53 millones de dólares.